# La Neige à Louveciennes
La Neige à Louveciennes est une peinture impressionniste d'Alfred Sisley. Initialement datée de 1878 alors que Sisley avait déjà quitté Louveciennes, une réévaluation récente la date de 1875, la grande période de ses scènes de neige,. Dans la collection du comte Armand Doria depuis 1877 jusqu'à sa vente en 1899 par la Galerie Georges Petit à Georges Feydeau, revendu au comte Isaac de Camondo qui le légua à la France en 1908, le tableau est exposé au musée d'Orsay depuis 1986 quand il n'est pas en exposition ailleurs.

## Contexte
Si la représentation de paysages de neige existe dans l'art hollandais du XVIIe siècle et plus tôt chez Bruegel, son apparition était occasionnelle dans la peinture européenne. Au milieu du XIXe siècle, les premiers peintres de Barbizon ajoutent des scènes de neige à leur répertoire d'effets saisonniers, et parmi les pré-impressionnistes, Courbet s'y s'intéresse le plus. On peut dire que les impressionnistes, principalement Monet, Pissarro et Sisley, ont ancré le motif du paysage sous la neige à la peinture européenne. Sisley a figuré la neige dans tous ses états, à l'égal de Monet, depuis les premiers flocons jusqu'au manteau lourd et silencieux de l'hiver rude. Alors que Monet est le maître de la débâcle, de la banquise fuyante et du paysage sauvage, Sisley représente des villages et des jardins enveloppés de silence, de branches sous des manteaux neigeux, de ciels couverts annonçant une prochaine chute de neige. La perfection dans ses tons est à son apogée dans ses gris-bleus, teintés de jaune citron et de vert malachite sur une variété de blancs. Les entrelacements de branches, les silhouettes furtives, les murs et les clôtures fuyants donnent à ses toiles une délicatesse orientale.

## Description
Le sujet du tableau est le chemin de l'Étarché, une allée étroite partant de la rue de La Princesse à Louveciennes où Sisley habitat de 1872 à 1874, avant de s'installer au 2 avenue de l'Abreuvoir à Marly en 1875.
Sisley a peint deux autres toiles représentant le chemin de l'Étarché depuis sa maison au 2 rue de La Princesse, Un jardin à Louveciennes en 1873 (D. 95) et Le Chemin de l'Étarché sous la neige à Louveciennes en 1874 (D. 146). Pour réaliser la toile décrite ici ainsi que Coin du village de Voisins (D. 142), Sisley s'est placé à l'autre extrémité du chemin de l'Étarché. Ces quatre tableaux peuvent être considérés comme une série ou un thème. Les maisons à l'arrière plan de D. 142 sont celles de la rue de la Grande Fontaine qui figurent dans La Neige à Louveciennes, toile presque monochromatique avec ses tons bleu-gris qui contrastent avec l'ocre et le blanc. 
La Neige à Louveciennes est décrite dans le catalogue de la collection du comte Armand Doria : « Un chemin montant; sur le sol, sur la haie qui le borde à gauche, sur le mur qui se dresse à droite, sur les arbres, sur les toitures aperçues entre les branches, la neige froide et silencieuse; le ciel, au-dessus de la nature endeuillée, plane gris, ouaté de tristesse. Sur le chemin, une paysanne s'éloigne, un panier au bras. »
Il s'agit d'un chemin de Louveciennes recouvert d'un manteau de neige blanche, qui crée une atmosphère feutrée, nacrée et lumineuse. Avec le feuillage des arbres du fond diversifié, tantôt plus feuillus, tantôt moins, le peintre rétablit un équilibre compositionnel. Cette dernière aurait pu être potentiellement compromise par les hauteurs différentes des deux murs qui délimitent le chemin : celui de droite est haut, massif et donne sur la rue, qui ne respire que grâce au profil plus bas et discontinu de l'autre mur, celui de gauche, qui se fond harmonieusement dans les premiers îlots de Louveciennes. C'est la destination de la silhouette féminine élancée représentée au bout du chemin, qui a hâte de rentrer chez elle et d'échapper aux rigueurs glaciales de l'hiver. Sisley ne précise pas l'identité de cette femme et, la représente au second plan, comme une petite silhouette lointaine, qui succombe à une nature dominante de fait.

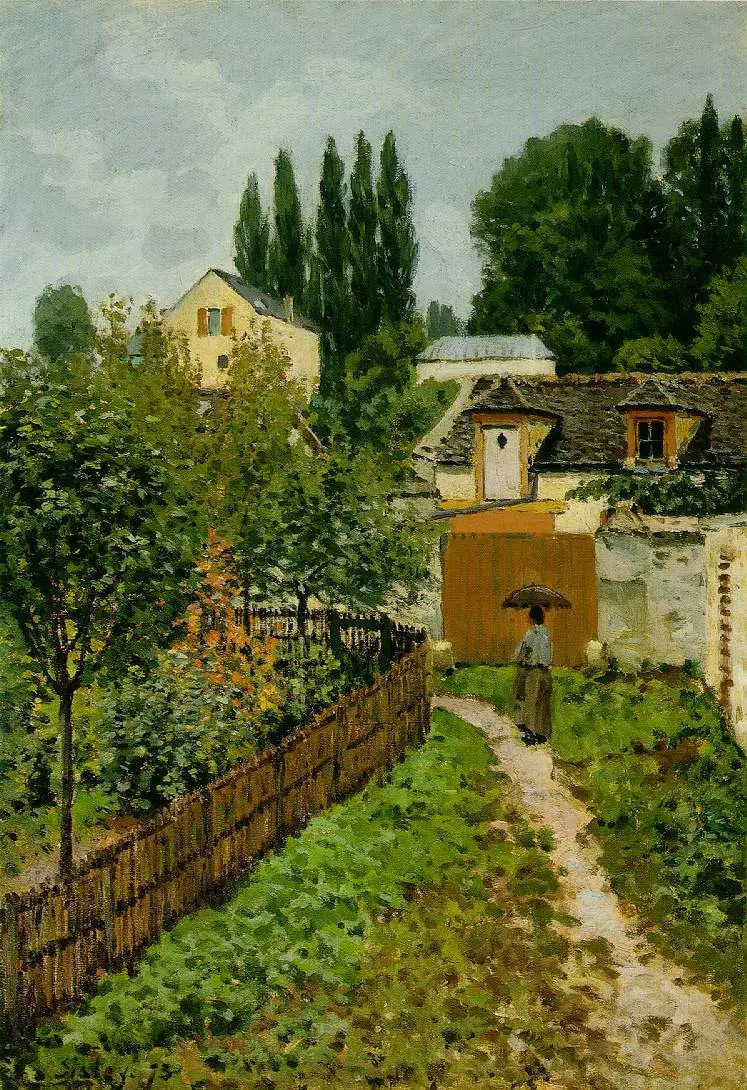
Un jardin à Louveciennes, 1873 (D. 95), 65 x 46 cm, collection particulière, Tokyo.
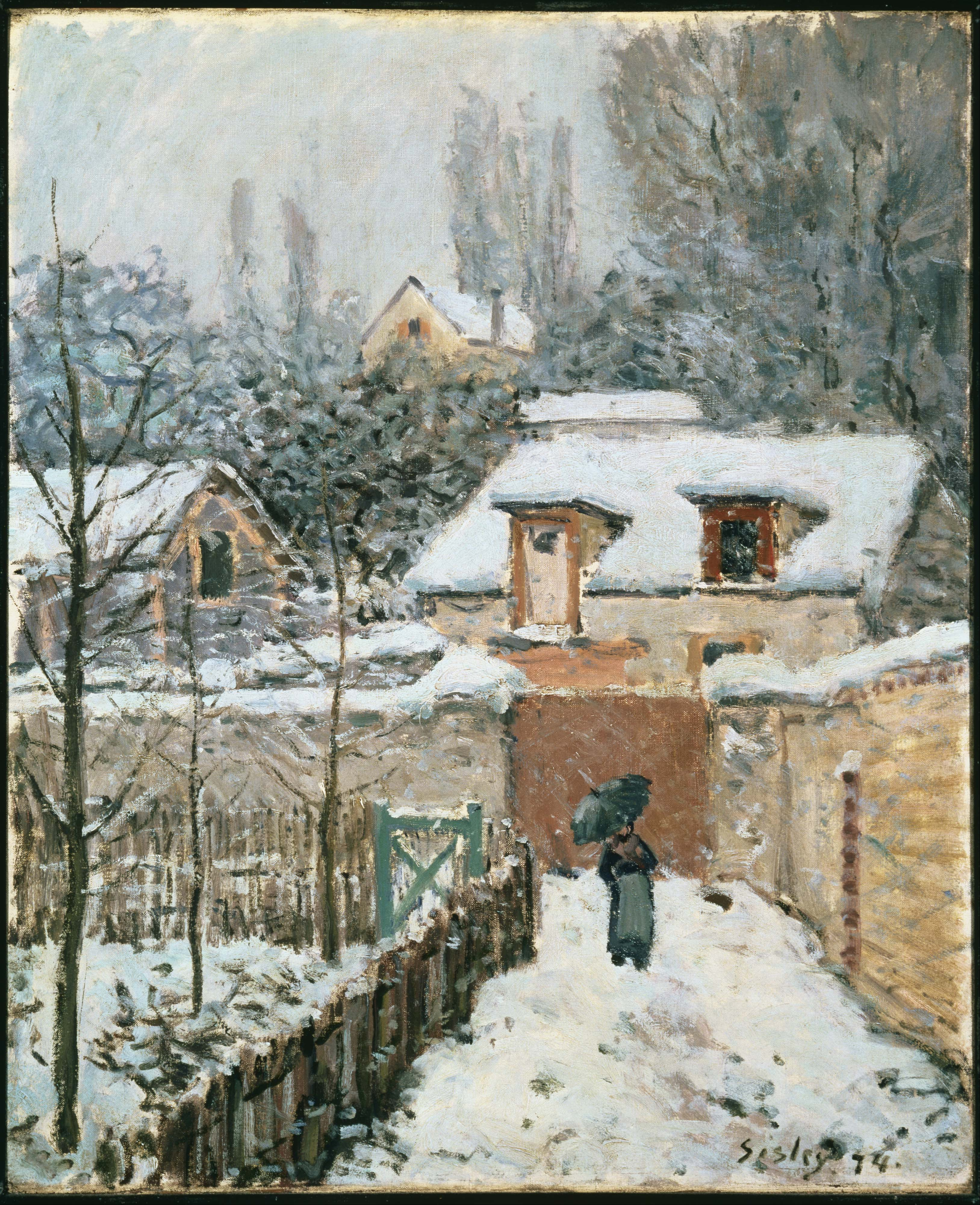
Le Chemin de l'Étarché sous la neige à Louveciennes, 1874 (D. 146), 55.9 x 45.7 cm, Phillips Collection.
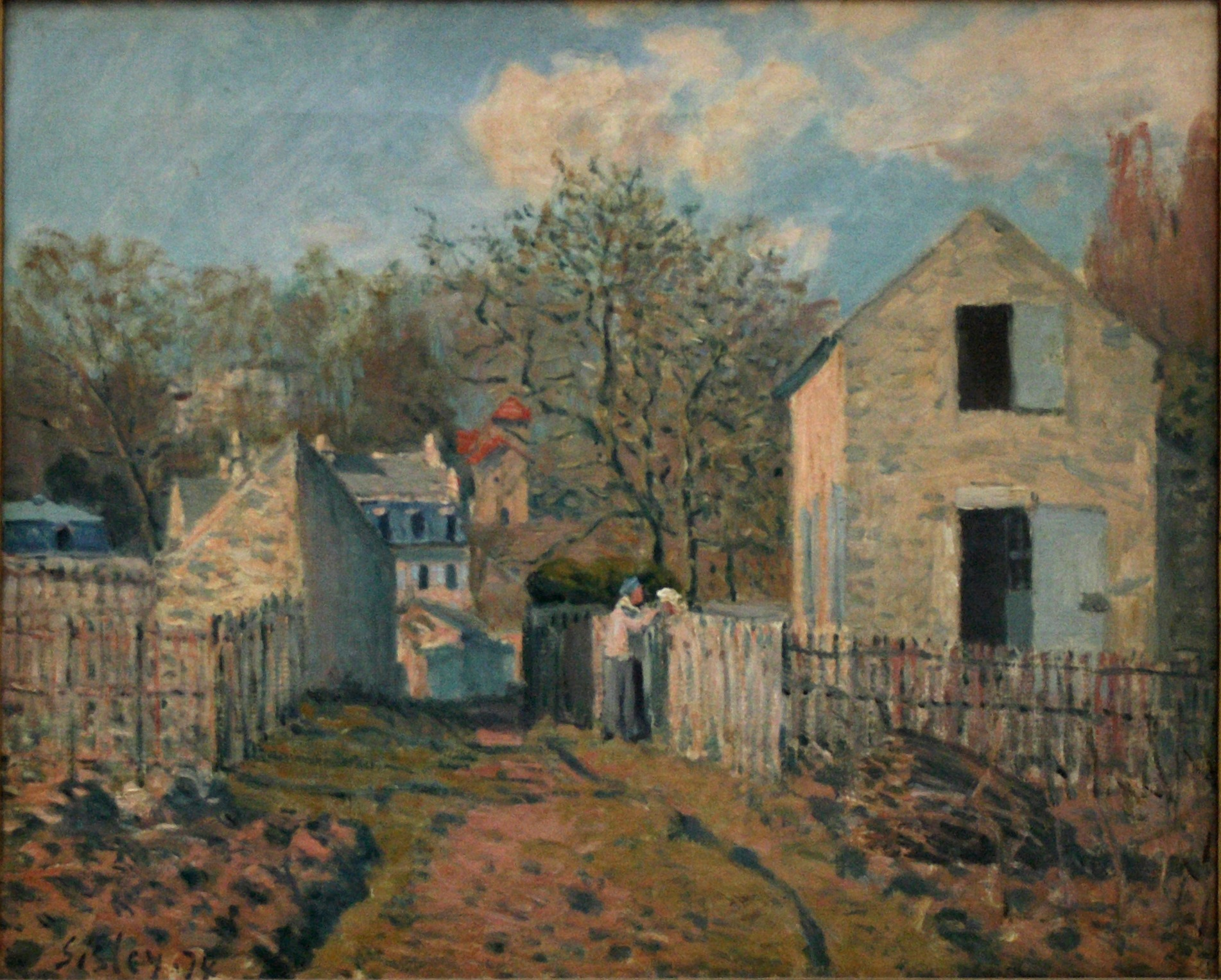
Coin du village de Voisins, 1874 (D. 142), 38 × 47 cm, musée d'Orsay.

## Analyse
La perspective de l'œuvre est construite sur le chemin qui relie le premier plan à l'arrière-plan, simplifiant et accélérant la vision et traversant l'espace. Malgré sa déférence passionnée pour le plein air, Sisley n'hésite donc pas à révéler une sensibilité que plusieurs critiques ont définie comme « classique » : Sisley, insiste sur cette composition, et met en œuvre une série de dispositifs compositionnels, en plaçant l'unique figure humaine sur l'axe central de symétrie verticale et en alignant le haut du mur de droite avec la base de celui de gauche. Le point de vue est cependant très inhabituellement bas : ce dispositif, expliquent les critiques d'art Giorgio Cricco et Francesco Di Teodoro, « nous permet de dominer la scène d'une hauteur égale au quart de celle de l'ensemble du tableau, de sorte que le ciel et le paysage, véritables et uniques protagonistes de l'œuvre, ont la possibilité de s'étendre perceptiblement, occupant effectivement la majorité de la surface peinte ». Par ces mesures astucieuses, Sisley implique activement l'observateur et semble même vouloir lui faire subir les températures hivernales glaciales qui frappaient Louveciennes au XIXe siècle.
Enfin, il convient de consacrer une mention au ciel qui domine Louveciennes dans ce tableau. Il est plombé, uniforme, épais, couvert comme imprégnée de tempêtes, et on lui accorde une importance considérable. Sisley écrivait d'ailleurs en janvier 1892 à Adolphe Tavernier : « Le ciel ne peut pas n'être qu'un fond. [...] J'appuie sur cette partie de paysage, parce que je voudrais vous faire bien comprendre l'importance que j'y attache. Comme indication : je commence toujours une toile par le ciel... » La palette du tableau est également remarquable, arpégée sur les harmonies et les nuances de gris et de bleus. Un système chromatique froid se dessine donc à l'image d'une journée d'hiver : seuls les murs, teints d'un ocre évanescent, contribuent à réchauffer la composition.

## Influence
David Schiff (en) suggère que la source d'inspiration, pour le titre de la composition musicale de Claude Debussy Des pas sur la neige écrit entre la fin de 1909 et au début de 1910, pourrait provenir de ce tableau.
Jean-Michel Maulpoix évoque la toile en 2004 dans son ouvrage poétique Pas sur la neige : « À l'entrée du village, une femme marche sur un chemin gelé, entre des murs, au pied de grands arbres. Plus loin, quelques toits, un clocher... La peinture délimite un espace de vie calme. Dans le tableau se rééquilibre et s'apaise un monde ailleurs de plus en plus pressé, avide, et qui va s'enlaidissant. ».
Elizabeth Kostova décrit ce tableau en 2010 à la fin de son roman Les Voleurs de cygnes (en),.

## Provenance

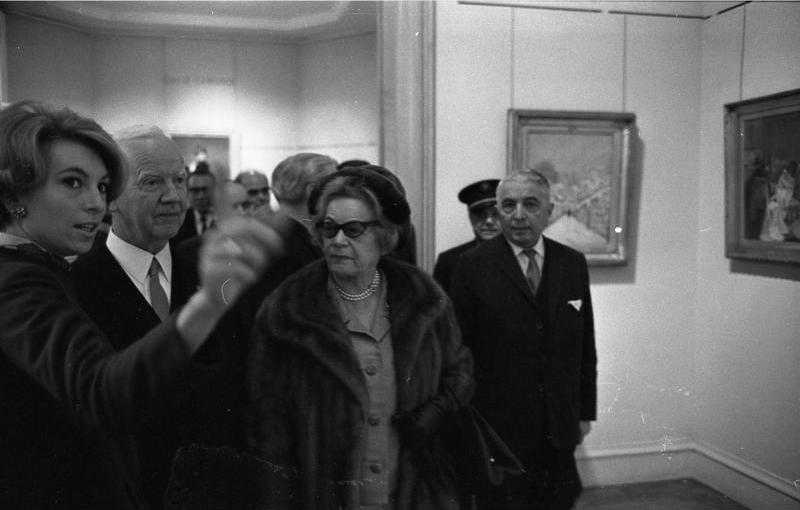
La Neige à Louveciennes accroché aux cimaises de la galerie du Jeu de Paume exposant les impressionnistes, ici lors de la visite d'Heinrich Lübke en février 1968 à Paris.

- Collection du comte Armand Doria en 1877[7].
- 1899, vente Armand Doria, Paris, Galerie Galerie Georges Petit 4 et 5 mai 1899, n°223 (6 050 francs[7])
- jusqu'en 1903, dans la collection du dramaturge et gendre du peintre Carolus-Duran Georges Feydeau,
- 1903, vente Georges Feydeau, Hôtel Drouot, 4 avril 1903, n°42 (11 100 francs[13])
- de 1903 à 1911, dans la collection du comte Isaac de Camondo[4]
- 1908, legs du comte Isaac de Camondo pour le musée du Louvre accepté par l'État[4]
- de 1911 à 1947, musée du Louvre (exposé en 1914)[2]
- De 1947 à 1986, musée du Louvre, galerie du Jeu de paume, Paris[2]
- 1986, affecté au musée d'Orsay, Paris[4]

## Expositions
- Exposition Sisley, 1877, n°87[7].
- Les Impressionnistes français, musée Cantini, Marseille, 1955, n°44
- Le paysage français de Poussin aux Impressionnistes, France, 1956, N° 26
- De l'Impressionnisme à nos jours, Musée des Beaux-Arts de Limoges, 1956, n°30
- De Renoir à Vuillard. Marly-le-Roi, Louveciennes, leurs environs - Musée Promenade de Marly-le-Roi-Louveciennes, Marly-le-Roi, 1984
- Orsay avant Orsay. 26 chefs-d'œuvre impressionnistes et postimpressionnistes, musée Picasso, Antibes, 1985
- Orsay avant Orsay. 26 chefs-d'œuvre impressionnistes et postimpressionnistes, Musée des Augustins de Toulouse, 1985
- Orsay avant Orsay. 26 chefs-d'œuvre impressionnistes et postimpressionnistes, Musée des Beaux-Arts de Lyon, 1985-1986
- From Courbet to Cézanne, a new 19th century - Preview of the Musée d'Orsay, Paris, Brooklyn Museum, New York, 1986
- From Courbet to Cézanne, a new 19th century - Preview of the Musée d'Orsay, Paris, Musée d'Art de Dallas, Dallas, 1986
- L'Œuvre et son double : Louveciennes de Sisley à nos jours, musée promenade de Marly-le-Roi-Louveciennes, Marly-le-Roi, 1991, p.2
- Sisley, Royal Academy of Arts, Londres, 1992, n°46
- Sisley, musée d'Orsay, Paris, 1992-1993, n°46
- Sisley, Walters Art Museum, Baltimore, 1993, n°46
- Impressionists in Winter (en). "Effets de neige", The Phillips Collection, Washington, 1998-1999, n°56
- L'Impressionnisme et l'art moderne, palais de Toksu, Séoul, 2000-2001
- Alfred Sisley, poète de l'impressionnisme, musée des Beaux-Arts de Lyon, 2002-2003
- The Impressionists - Masterpieces from the Musée d'Orsay, Musée national du Victoria, 2004
- Gli impressionisti e la neve. La Francia e l'Europa, Palazzina della Promotrice delle Belle Arti (en), Turin, 2004-2005, n° 124
- Christian Rohlfs. Die Begegnung mit der Moderne, Kunsthalle de Kiel, Kiel, 2005-2006, n° 14
- Christian Rohlfs. Die Begegnung mit der Moderne, Brücke-Museum, Berlin, 2006, n° 14
- Impresionismo : Un nuevo Renacimiento, Fundación Mapfre (es), Madrid, 2010
- Birth of Impressionism. Masterpieces from the Musée d'Orsay, Musées des Beaux-Arts de San Francisco, San Francisco, 2010
- Birth of Impressionism. Masterpieces from the Musée d'Orsay, Frist Art Museum (en), Nashville, 2010-2011
- La Rivoluzione dello sguardo. Capolavori impressionisti e post-impressionisti dal Musée d'Orsay, Musée d'Art moderne et contemporain de Trente et Rovereto, Rovereto, 2011
- Wintermärchen. Winter-Darstellungen in der europaïschen Kunst von Brueghel bis Beuys, Musée d'Histoire de l'art de Vienne, Vienne, 2011-2012
- Wintermärchen. Winter-Darstellungen in der europaïschen Kunst von Brueghel bis Beuys, Kunsthaus de Zurich, Zurich, 2012
- Naissance de l'impressionnisme, Centre national des Arts de Tokyo, 2014
- Colours of Impressionism: Masterpieces from the Musée d’Orsay, Galerie nationale de Singapour, Singapour, 2017-2018
- Colours of Impressionism: Masterpieces from the Musée d’Orsay, Galerie d'art d'Australie-Méridionale, Adelaïde, 2018
- Les Couleurs de l'impressionnisme : chefs-d'œuvre des collections du musée d'Orsay, musée Mohammed VI d'art moderne et contemporain, Rabat, 2019
- Colour & Light – The Legacy of Impressionism, Musée d'Art Ateneum, Helsinki, 2023-2024